# Wereldkampioenschap voetbal 1982 (kwalificatie)
109 teams schreven zich in voor de kwalificatie van het Wereldkampioenschap voetbal 1982. Gastland Spanje en titelverdediger Argentinië waren automatisch geplaatst. Voor het eerst telde het WK 24 teams.

## Plaatsen
De plaatsen werden als volgt verdeeld.
- Europa (UEFA): 14 plaatsen waarvan Spanje automatisch geplaatst was, 33 teams vechten voor de overige 13 plaatsen (waaronder Israël).
- Zuid-Amerika (CONMEBOL): 4 plaatsen waarvan Argentinië automatisch geplaatst was, 9 teams vechten voor de overige 3 plaatsen.
- Noord-Amerika: 2 plaatsen voor 15 teams.
- Afrika: 2 plaatsen voor 29 teams.
- Azië en Oceanië: 2 plaatsen voor 21 teams.

## Gekwalificeerde landen
Voor Europa waren er veertien tickets beschikbaar, vorig WK tien. Van die tien plaatsten Italië, West Duitsland, Polen, Oostenrijk, Frankrijk, Spanje, Schotland en Hongarije zich opnieuw, Nederland en Zweden werden uitgeschakeld door respectievelijk België en Noord-Ierland. Het deelnemersveld werd aangevuld door Engeland, Sovjet-Unie, Joegoslavië en Tsjecho-Slowakije.
In Zuid Amerika stegen het aantal tickets van drie naar vier. Argentinië, Brazilië en Peru kregen gezelschap van Chili. Mexico werd uitgeschakeld door Honduras en El Salvador, Koeweit en Nieuw-Zeeland namen de plaats in van Iran en Kameroen en Algerije gingen Tunesië vervangen.

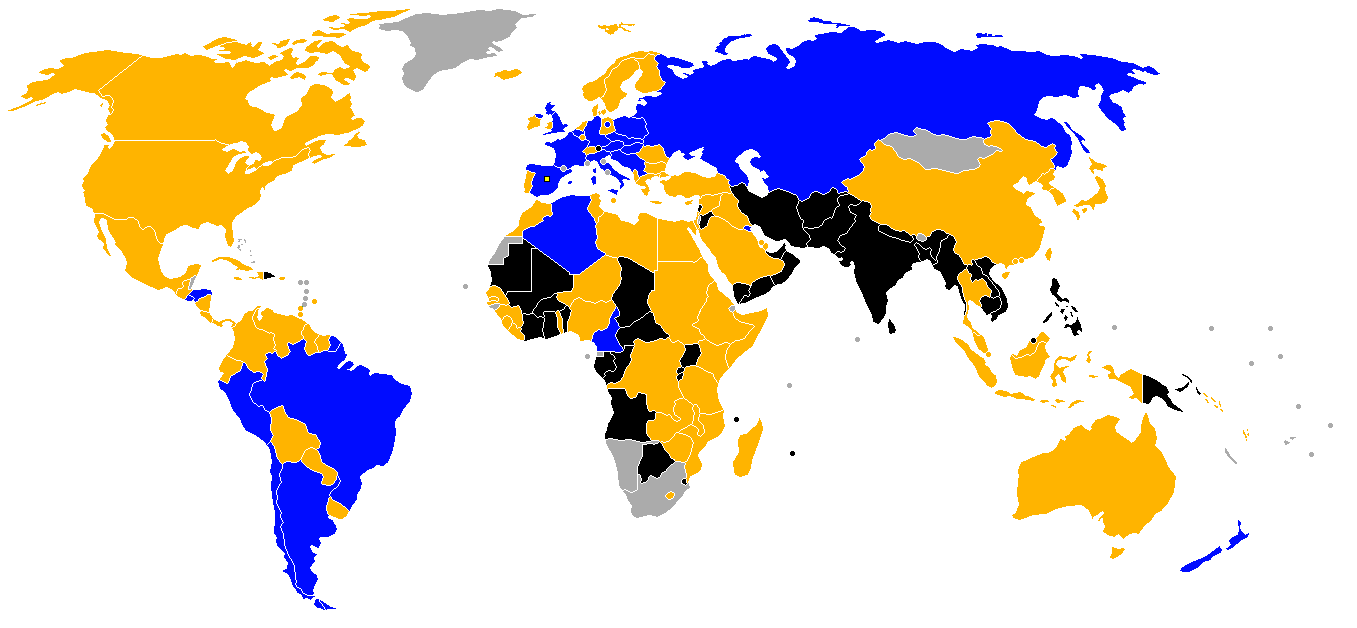
Gekwalificeerd voor het Wereldkampioenschap
Niet gekwalificeerd voor het Wereldkampioenschap
Niet ingeschreven voor de kwalificaties
Geen FIFA-lid

| FIFA-lid          | Confederatie | Kwalificatie        | Aantal dln. (incl. 1986) | Dln. op rij | Eerste dln. | Laatste dln. | Titels (excl. 1986) | Beste prestatie |
| ----------------- | ------------ | ------------------- | ------------------------ | ----------- | ----------- | ------------ | ------------------- | --------------- |
| Honduras          | CONCACAF     | Eerste finalegroep  | 1e                       | 1           | n.v.t.      | n.v.t.       | n.v.t.              | n.v.t.          |
| El Salvador       | CONCACAF     | Tweede finalegroep  | 2e                       | 1           | 1970        | 1970         | 0                   | Groepsfase      |
| Argentinië        | CONMEBOL     | Titelverdediger     | 8                        | 3           | 1930        | 1978         | 1                   | Wereldkampioen  |
| Brazilië          | CONMEBOL     | Winnaar groep 1     | 12                       | 12          | 1930        | 1978         | 3                   | Wereldkampioen  |
| Peru              | CONMEBOL     | Winnaar groep 2     | 4                        | 2           | 1930        | 1978         | 0                   | Kwartfinale     |
| Chili             | CONMEBOL     | Winnaar groep 3     | 6                        | 1           | 1930        | 1974         | 0                   | Derde           |
| Spanje            | UEFA         | Gastland            | 6e                       | 2           | 1934        | 1978         | 0                   | Vierde          |
| West-Duitsland    | UEFA         | Winnaar groep 1     | 10e                      | 8           | 1934        | 1978         | 2                   | Wereldkampioen  |
| Oostenrijk        | UEFA         | Tweede groep 1      | 5e                       | 2           | 1934        | 1978         | 0                   | Derde           |
| België            | UEFA         | Winnaar groep 2     | 6e                       | 1           | 1930        | 1970         | 0                   | Groepsfase      |
| Frankrijk         | UEFA         | Tweede groep 2      | 8e                       | 2           | 1930        | 1978         | 0                   | Derde           |
| Sovjet-Unie       | UEFA         | Winnaar groep 3     | 5e                       | 1           | 1958        | 1978         | 0                   | Vierde          |
| Tsjecho-Slowakije | UEFA         | Tweede groep 3      | 7e                       | 1           | 1934        | 1970         | 0                   | Tweede          |
| Hongarije         | UEFA         | Winnaar groep 4     | 8e                       | 2           | 1934        | 1978         | 0                   | Tweede          |
| Engeland          | UEFA         | Tweede groep 4      | 7e                       | 1           | 1950        | 1970         | 1                   | Wereldkampioen  |
| Joegoslavië       | UEFA         | Winnaar groep 5     | 7e                       | 1           | 1930        | 1974         | 0                   | Vierde          |
| Italië            | UEFA         | Tweede groep 5      | 10e                      | 6           | 1934        | 1978         | 2                   | Wereldkampioen  |
| Schotland         | UEFA         | Winnaar groep 6     | 5e                       | 3           | 1954        | 1978         | 0                   | Groepsfase      |
| Noord-Ierland     | UEFA         | Tweede groep 6      | 2e                       | 1           | 1958        | 1958         | 0                   | Kwartfinale     |
| Polen             | UEFA         | Winnaar groep 7     | 4e                       | 3           | 1938        | 1978         | 0                   | Derde           |
| Koeweit           | AFC          | Winnaar finaleronde | 1e                       | 1           | n.v.t.      | n.v.t.       | n.v.t.              | n.v.t.          |
| Nieuw-Zeeland     | OFC          | Winnaar play-off    | 1e                       | 1           | n.v.t.      | n.v.t.       | n.v.t.              | n.v.t.          |
| Kameroen          | CAF          | Finaleronde         | 1e                       | 1           | n.v.t.      | n.v.t.       | n.v.t.              | n.v.t.          |
| Algerije          | CAF          | Finaleronde         | 1e                       | 1           | n.v.t.      | n.v.t.       | n.v.t.              | n.v.t.          |